# گیاه‌پارچ توبا
گیاه پارچ توبا (نام علمی: Nepenthes tobaica) نام یک گونه از سرده گیاه پارچ است.